# Vreden, Östergötland
Vreden är en sjö i Finspångs kommun i Östergötland och ingår i Nyköpingsåns huvudavrinningsområde. Sjön är 1,9 meter djup, har en yta på 0,164 kvadratkilometer och befinner sig 71,1 meter över havet.

## Delavrinningsområde
Vreden ingår i det delavrinningsområde (653694-148987) som SMHI kallar för Inloppet i Ålsjön. Medelhöjden är 97 meter över havet och ytan är 44,37 kvadratkilometer. Det finns inga avrinningsområden uppströms utan avrinningsområdet är högsta punkten. Regnaholmsån som avvattnar avrinningsområdet har biflödesordning 3, vilket innebär att vattnet flödar genom totalt 3 vattendrag innan det når havet efter 116 kilometer. Avrinningsområdet består mestadels av skog (81 procent). Avrinningsområdet har 2,51 kvadratkilometer vattenytor vilket ger det en sjöprocent på 5,7 procent.